# دوزخ (فیلم ۲۰۱۶)
دوزخ (به انگلیسی: Inferno) یک فیلم آمریکایی در ژانر دلهره‌آور معمایی، به نویسندگی دیوید کپ و کارگردانی ران هاوارد است که بر اساس رمانی با همین نام در سال ۲۰۱۳ و به قلم دن براون ساخته شده است. دوزخ به عنوان سومین و آخرین فیلم در مجموعه فیلم‌های رابرت لنگدن محسوب می‌شود و دنباله‌ای بر فیلم رمز داوینچی (۲۰۰۶) و فرشتگان و شیاطین (۲۰۰۹) به‌شمار می‌رود که تام هنکس یکبار دیگر در نقش پروفسور رابرت لنگدن در کنار بازیگرانی همچون فلیسیتی جونز، عمر سی، سیسه بابد کنوسن، بن فاستر و عرفان خان ظاهر می‌شود.
فیلم‌برداری دوزخ از ۲۷ آوریل ۲۰۱۵ در ونیز و بوداپست انجام شد و نمایش افتتاحیه آن در ۸ اکتبر ۲۰۱۶ در فلورانس، ایتالیا بود و همچنین توسط کلمبیا پیکچرز در ۲۸ اکتبر ۲۰۱۶ در ایالات متحده اکران شد. فیلم با واکنش‌های منفی از سوی منتقدان همراه بود و ۲۲۰ میلیون دلار در سراسر جهان فروش کرد در حالی که ۷۵ میلیون دلار بودجه ساخت آن بوده است.

## داستان
رابرت لنگدن خود را در بیمارستانی در ایتالیا می‌بیند، بی‌آنکه به یاد بیاورد به چه دلیل در این مکان حضور دارد. در ادامه او با دکتر بروکس همراه می‌شود تا پرده از یک توطئه جهانی بردارد و…

## بازیگران
- تام هنکس در نقش پروفسور رابرت لنگدن، یک پروفسور نمادشناسی در دانشگاه هاروارد
- فلیسیتی جونز در نقش دکتر سیه‌نا بروکس، دکتری که برای فرار به لنگدن کمک کرد
- عمر سی در نقش کریستف بوچارد
- بن فاستر در نقش برتراند زوبریست، یک میلیاردر و دانشمند ترابشریت
- سیسه بابد کنوسن در نقش دکتر الیزابت سینسکی، رئیس سازمان جهانی بهداشت
- عرفان خان در نقش هری سیمز
- پال ریتر در نقش سی‌آرسی فناوری آربوگاست، دست راست سیمز
- ‌ آنا اولارو در نقش واینتا